# 大倉真隆
大倉 真隆（おおくら まさたか、1925年〈大正14年〉1月3日 - 1990年〈平成2年〉1月26日）は、日本の大蔵官僚。大蔵事務次官、横浜銀行頭取。

## 来歴・人物
浜松中学校、今宮中学校から第一高等学校に進学。第一高等学校の文甲をトップで卒業。東京大学法学部政治学科卒業。1947年4月に高等試験行政科を受け、5月に大蔵省入省（1947年前期入省。大臣官房文書課配属）。1949年6月 大臣官房財務官室、1950年6月米国オハイオ州立大学大学院留学。1951年7月 帰国、大臣官房財務官室、同年9月 横須賀税務署長。
1952年9月 主税局税制第一課長補佐、1956年10月大臣官房文書課長補佐、1959年10月外務省在連合王国（英国）大使館二等書記官、1961年10月在連合王国（英国）大使館一等書記官、1963年10月5日銀行局検査部審査課長、1964年7月6日 主税局国際租税課長、1968年6月25日 主税局総務課長、1971年6月 主計局次長（末席）、1972年1月 主計局次長（次席）、同年6月27日 大臣官房審議官（主税局担当）、1974年6月26日 国際金融局長、1975年7月8日 主税局長。一時、主計局長に回るとの見方もあったが、国民に不人気な増税、新税（一般消費税）の導入の責任者となるだけに、主税畑が長く、国会答弁も無難にこなす大倉が約3年間留任した。1978年6月には大蔵事務次官に就任。この次官時に財政再建のために一般消費税導入を大平正芳首相に初めて持ちかけたのは大倉で、津島雄二が大蔵官僚時代にフランスで現地調査したレポートを主税局総務課長時代から暖めていたとされる。
退官後、国民金融公庫総裁、日本輸出入銀行総裁、横浜銀行頭取（会長は吉国二郎）、東京金融先物取引所専務理事などを歴任した。

## 入省同期
前期入省組には吉田冨士雄らがいた。また、長岡實（大蔵省47年後期入省）、田中敬（大蔵省48年後期入省。共にのちの大蔵事務次官）、三重野康（日銀生え抜きの同行総裁）らは一高同期生にあたる。大倉が次官時（大平内閣）の主計局長は長岡、主税局長は2年後輩の高橋元になる。

## 主な著書
- 「昭和42年全文改正印紙税法の詳解」（財経詳報社）
- 「印紙税法の註解」
- 「日米租税條約解説」
- 「資産再評価強制措置法解説 企業資本充実のための資産再評価等の特別措置法の詳解」（平井廸郎と共著）
- 「竿灯の夜」